# AAV Sisu
AAV Sisu is de Almelose Atletiek Vereniging; opgericht op 14 maart 1941 en Koninklijk goedgekeurd op 8 maart 1962. De vereniging is aangesloten bij de Atletiekunie.

## Geschiedenis
In de Tweede Wereldoorlog moest ‘SISU’ onderduiken na een aanvaring met de Duitse bezetter. Materiaal moest worden ingeleverd, maar een groot deel werd verstopt, deels ingegraven, zodat na de oorlog in ieder geval weer met het overgebleven materiaal kon worden begonnen.
De eerste thuisbasis van Sisu was bij het sportpark. Er was een aanloopstrook voor verspringen, hink-stap-springen en polsstokhoogspringen, met een grote zandbak als landingsplaats. Ook het hoogspringen vond plaats in een hoop zand. Toentertijd gebruikte men voor het polsstokspringen bamboestokken. In 1962 vertrok Sisu naar 'het Maatveld'. Weliswaar een grasbaan, maar het had zijn eigen 400 meter atletiekbaan.
Vanaf 1972 heeft de Sportraad van Sisu al voorstellen richting gemeente gedaan om geld te reserveren voor een kunststofbaan. In 1991 werd door SISU de nota “Kunststof noodzaak” aan de Gemeente overhandigd en kon met het lobbyen worden begonnen. In 1999 is toen met de aanleg van de baan begonnen, die in 2000 in gebruik kon worden genomen.
Het clubgebouw staat aan de Kolthofsingel. Het gebouw telt vier kleedkamers, een EHBO-ruimte en krachthonk onderin en een kantine boven. De officiële opening van dit nieuwe complex vond plaats op 8 juli 2000.

## Herkomst naam
- De naam is een Finse uitdrukking en staat voor zet hem op, doe je best, houd vol, dus in feite een aanmoedigingskreet. Omstreeks de oprichtingstijd was Paavo Nurmi uit Finland een succesvol langeafstandsloper. Dit was voor de oprichters in Almelo dan ook aanleiding iets in het Fins te zoeken.

## Bekende (oud-)leden

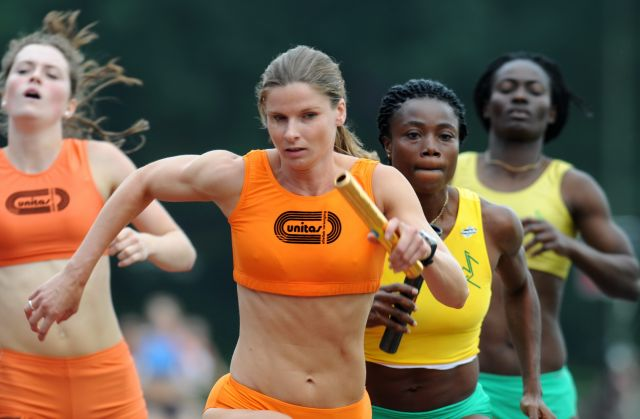
Judith Baarssen

- Judith Baarssen (Ned. kampioene 400 m 2001)
- Joop Fikkert (veelvoudig Ned. kampioen speerwerpen en nationaal recordhouder speerwerpen van 1956 tot 1966)
- Vincent Kerssies (Ned. kampioen 400 m horden 2006 en 2009)
- Arno Körmeling (veelvoudig Ned. kampioen 800 m)
- Cobi Körmeling (2e op de 400 m NK 1978)
- Ben Lesterhuis (Ned. kampioen hoogspringen 1967)
- Ydo van Oostende (meervoudig Ned. juniorenkampioen op diverse sprint- en springnummers)
- Hugo Pont (meervoudig Ned. kampioen 400 m horden)